# Samvardhana Motherson
Die Samvardhana Motherson International Ltd. (SMG) ist ein weltweit operierender indischer Automobilzulieferer mit Hauptsitz in Noida. Das Unternehmen wurde von Vivek Chaand Sehgal gegründet. Die Familie Sehgal besitzt bis heute 50,4 % der Anteile. Das Wort „Samvardhana“ kommt aus einer indischen Sprache und bedeutet: Sam = stets, vard = wachsender, dhan = Wert.
In Deutschland ist SMG durch die SMP Deutschland GmbH (Samvardhana Motherson Peguform, vormals: Peguform GmbH) mit Sitz in Bötzingen bei Freiburg im Breisgau vertreten. Die SMP Deutschland GmbH ist mit mehreren Fertigungsstandorten in Deutschland die größte Geschäftseinheit der SMP-Gruppe. Zur SMG gehört auch der Stuttgarter Rückspiegel-Hersteller SMR – Samvardhana Motherson Reflectec.
Hergestellt werden Kunststoffteile für Personen- und Nutzfahrzeuge.

## Geschichte in Deutschland

Historisches Logo

Die Badische Plastic-Werke GmbH wurde 1959 von Fritz Ries in Bötzingen gegründet. Produziert wurden Kunststoffprodukte von Folien bis Haushaltswaren. 1978 wurde der Name in Peguform-Werke GmbH geändert und man konzentrierte sich fortan auf den Automobilmarkt. Die Muttergesellschaft Pegulan AG verkaufte die Peguform 1983 an den Konzern British American Tobacco (BAT). Nachfolgend wurde der Name in Eurotec geändert. 1990 erfolgte die Übernahme der Eurotec-Gruppe durch die Klöckner-Werke AG. Im Oktober 2002 ging das Unternehmen in die Insolvenz und wurde 2005 von der Private-Equity-Gesellschaft Cerberus Capital Management erworben. 
Im August 2008 übernahm der börsennotierte, oberösterreichische Automobilzulieferer Polytec die Mehrheit am Unternehmen. In der im Juni 2009 stattgefundenen außerordentlichen Polytec-Hauptversammlung wurde die Herauslösung der Peguform-Gruppe aus dem Polytec-Konzern beschlossen. Die Pierer-Knünz Gruppe übernahm die industrielle Führung der Peguform-Gruppe.

Logo der SMP

Seit 2011 gehört die Peguform zur Samvardhana Motherson Group und firmiert seitdem als SMP Deutschland GmbH.
Im Juli 2023 teilte Samvardhana Motherson International mit, die insolvente Dr. Schneider Unternehmensgruppe für 118,3 Millionen Euro zu übernehmen.

## Geschichte weltweit
Die Samvardhana Motherson Group (SMG) hat weltweit über 135.000 Mitarbeiter, erzielte im Geschäftsjahr 2019/2020 einen Umsatz von 10 Milliarden US-Dollar und gehört zu den weltweit 22 größten Automobilzulieferern.

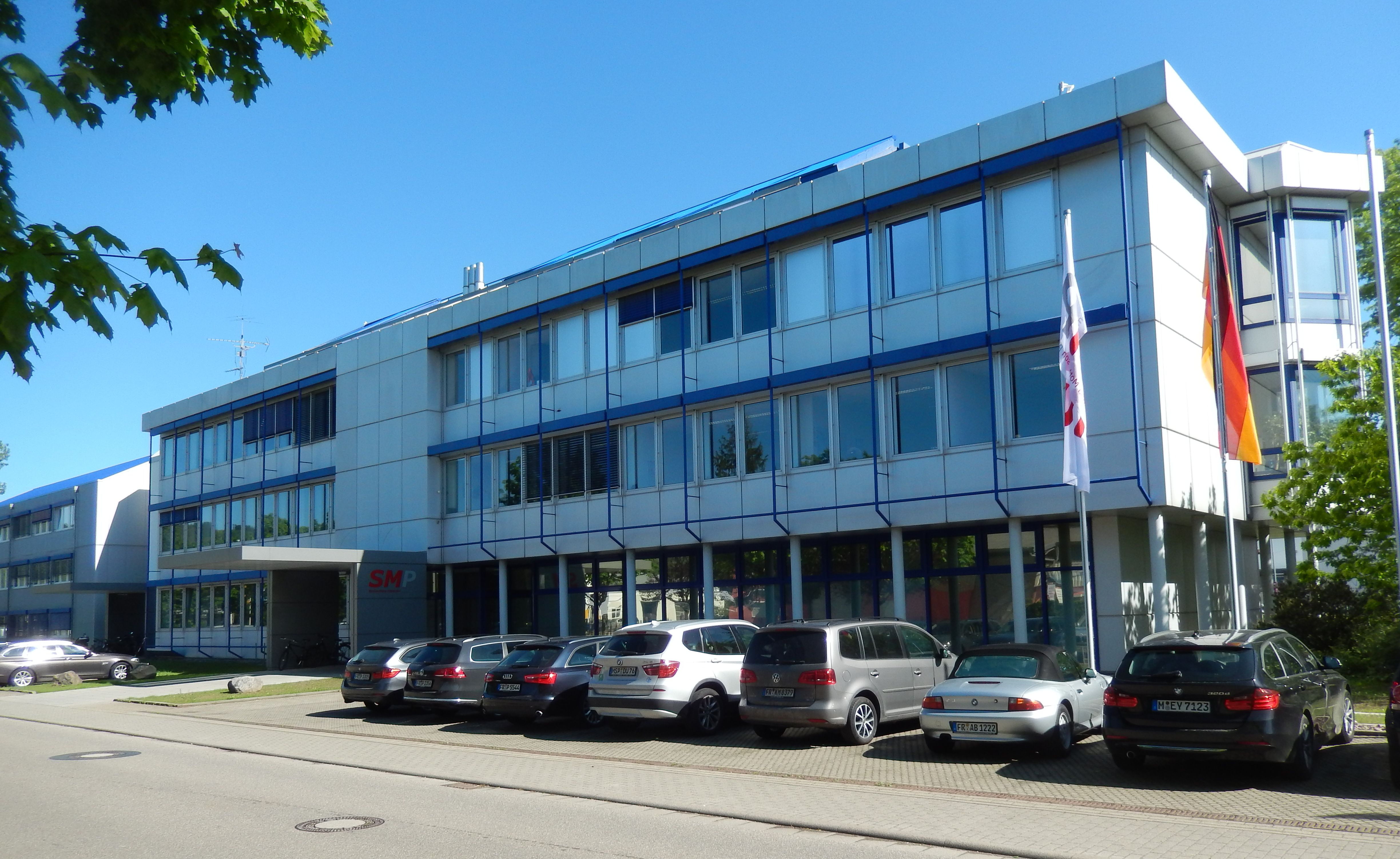
Hauptverwaltung in Bötzingen

## Standorte
Standorte des Unternehmens befinden sich in Bruchköbel, Ingolstadt, Schierling, Bötzingen, Gifhorn, Göttingen, Neustadt an der Donau, Meerane und Oldenburg, Böblingen, Offenau. Weitere Werke und Joint Ventures befinden sich in Castellbisbal, Martorell und Polinyà bei Barcelona sowie Palencia, Teruel und Saragossa in Spanien, Palmela in Portugal, Bratislava und Galanta in der Slowakei, Puebla und Tlaxcala in Mexiko, Atibaia, Curitiba, Taubaté und São Bernardo do Campo in Brasilien, Tuscaloosa (Alabama) in den USA, Kecskemét in Ungarn, Peking, Changchun, Foshan und Shanghai in China.